# Lijst van voetbalinterlands Finland - Tunesië
Deze lijst van voetbalinterlands is een overzicht van alle officiële voetbalwedstrijden tussen de nationale teams van Finland en Tunesië. De landen speelden tot op heden drie keer tegen elkaar. De eerste ontmoeting, een vriendschappelijke wedstrijd, werd gespeeld op 13 februari 1988 in Ta' Qali (Malta). Het laatste duel, eveneens een vriendschappelijke wedstrijd, vond plaats in Radès op 7 november 1992.

## Wedstrijden
| № | Plaats   | Datum            | Competitie        | Wedstrijd         | Uitslag |
| - | -------- | ---------------- | ----------------- | ----------------- | ------- |
| 1 | Ta' Qali | 13 februari 1988 | Vriendschappelijk | Tunesië – Finland | 0 – 3   |
| 2 | Radès    | 11 november 1990 | Vriendschappelijk | Tunesië – Finland | 1 – 2   |
| 3 | Radès    | 7 november 1992  | Vriendschappelijk | Tunesië – Finland | 1 – 1   |

## Samenvatting
| Competitie        | Totaal gespeeld | Winst Finland | Gelijk | Winst Tunesië | Doelsaldo Finland – Tunesië |
| ----------------- | --------------- | ------------- | ------ | ------------- | --------------------------- |
| Vriendschappelijk | 3               | 2             | 1      | 0             | 6 − 2                       |
| Totaal            | 3               | 2             | 1      | 0             | 6 − 2                       |

Wedstrijden bepaald door strafschoppen worden, in lijn met de FIFA, als een gelijkspel gerekend.

## Details

### Eerste ontmoeting
|                                                                                           |              | |
| Tunesië                                                                                   | 0 – 3        | Finland |
|                                                                                           | goals        | 35' Mika Lipponen 42' Mika Lipponen 74' Mika Lipponen                                                                                                |
| Taoufik Ben Othman                                                                        | bondscoach   | Jukka Vakkila |
|                                                                                           | opstellingen | Markku Palmroos Ari Valvee Jari Europaeus Erik Holmgren Erkka Petäjä Ari Hjelm Markus Törnvall Mika Aaltonen Marko Myyry Mika Lipponen Seppo Nikkilä |
| - Debuut van Mika Aaltonen (AC Bellinzona) en Seppo Nikkilä (Ilves Tampere) voor Finland. |              | |

### Tweede ontmoeting
| Tunesië | 1 – 2        | Finland |
| Mondher Msakni 47' | goals        | 45' Mika-Matti Paatelainen 73' Ari Tegelberg |
| Mrad Moujab | bondscoach   | Jukka Vakkila |
| Boubaker Zitouni Ali Ben Naji 76' Kamal Khemiri Mustapha Sassi 46' ?? Nasri 46' Taoufik Hicheri Samir Sellimi Mohamed Ali Mahjoubi Khaled Ben Yahia Nabil Maaloul Lotfi Roussi | opstellingen | Olli Huttunen Jari Europaeus Erik Holmgren 46' Markku Kanerva Ari Heikkinen 65' Pasi Tauriainen 84' Kimmo Tarkkio Ari Hjelm Jari Litmanen 65' Jari Rinne Mika-Matti Paatelainen |
| Mounir Mejri 46' Mondher Msakni 46' Imad Mizouri 76' | wissels      | 46' Erkka Petäjä 65' Tommi Paavola 65' Ari Tegelberg 84' Jarmo Saastamoinen |

### Derde ontmoeting
| Tunesië              | 1 – 1        | Finland |
| Mounir Boukadida 72' | goals        | 23' Ari Hjelm |
| Mrad Moujab          | bondscoach   | Tommy Lindholm |
|                      | opstellingen | Antti Niemi Jari Kinnunen Aki Hyryläinen Markku Kanerva Ilkka Remes 82' Pasi Tauriainen Jari Litmanen Ari Hjelm Petri Järvinen 65' Jari Vanhala 54' Antti Sumiala |
|                      | wissels      | 54' Jari Rinne 65' Mika Nurmela 82' Sami Hyypiä |

Finse voetbalbond · A-internationals · Bondscoaches · Statistieken · Fins vrouwenelftal · Olympisch elftal · Finland U21 · Finland U20 · Finland U19 · Finland U18 · Finland U17 · Finland U16
1911 – 1919 ·
1920 – 1929 ·
1930 – 1939 ·
1940 – 1949 ·
1950 – 1959 ·
1960 – 1969 ·
1970 – 1979 ·
1980 – 1989 ·
1990 – 1999 ·
2000 – 2009 ·
2010 – 2019 ·
2020 − 2029
EK 2020
OS 1912 ·
OS 1936 ·
OS 1952 ·
OS 1980
1911 · 
1912 · 
1913 · 
1914 · 
1915 · 1916 · 1917 · 1918 · 
1919 · 
1920 · 
1921 · 
1922 · 
1923 · 
1924 · 
1925 · 
1926 · 
1927 · 
1928 · 
1929 · 
1930 · 
1931 · 
1932 · 
1933 · 
1934 · 
1935 · 
1936 · 
1937 · 
1938 · 
1939 · 
1940 · 
1941 · 
1942 · 
1943 · 
1944 · 
1945 · 
1946 · 
1947 · 
1948 · 
1949 · 
1950 · 
1952 · 
1952 · 
1953 · 
1954 · 
1955 · 
1956 · 
1957 · 
1958 · 
1959 · 
1960 · 
1961 · 
1962 · 
1963 · 
1964 · 
1965 · 
1966 · 
1967 · 
1968 · 
1969 · 
1970 · 
1971 · 
1972 · 
1973 · 
1974 · 
1975 · 
1976 · 
1977 · 
1978 · 
1979 · 
1980 · 
1981 · 
1982 · 
1983 · 
1984 · 
1985 · 
1986 · 
1987 · 
1988 · 
1989 · 
1990 · 
1991 · 
1992 · 
1993 · 
1994 · 
1995 · 
1996 · 
1997 · 
1998 · 
1999 · 
2000 · 
2001 · 
2002 · 
2003 · 
2004 · 
2005 · 
2006 · 
2007 · 
2008 · 
2009 · 
2010 · 
2011 · 
2012 · 
2013 · 
2014 · 
2015 · 
2016 · 
2017 · 
2018 ·
2019 ·
2020
Albanië ·
Algerije ·
Andorra ·
Armenië ·
Azerbeidzjan ·
Bahrein ·
Barbados ·
België ·
Bermuda ·
Bolivia ·
Bosnië en Herzegovina ·
Brazilië ·
Bulgarije ·
Canada ·
Chili ·
China ·
Colombia ·
Costa Rica ·
Cyprus ·
Denemarken ·
DDR ·
(West-)Duitsland ·
Ecuador ·
Egypte ·
Engeland ·
Estland ·
Faeröer ·
Frankrijk ·
Georgië ·
Griekenland ·
Honduras ·
Hongarije ·
Ierland ·
IJsland ·
India ·
Irak ·
Israël ·
Italië ·
Japan ·
Jemen ·
Joegoslavië ·
Jordanië ·
Kameroen ·
Kazachstan ·
Koeweit ·
Kosovo ·
Kroatië ·
Letland ·
Liechtenstein ·
Litouwen ·
Luxemburg ·
Maleisië ·
Malta ·
Marokko ·
Mexico ·
Moldavië ·
Montenegro ·
Nederland ·
Noord-Ierland ·
Noord-Korea ·
Noord-Macedonië ·
Noorwegen ·
Oekraïne · 
Oman ·
Oostenrijk ·
Peru ·
Polen ·
Portugal ·
Qatar ·
Roemenië ·
Rusland ·
San Marino ·
Saoedi-Arabië ·
Schotland ·
Servië ·
Servië en Montenegro ·
Singapore ·
Slovenië ·
Slowakije ·
Sovjet-Unie ·
Spanje ·
Thailand ·
Trinidad en Tobago ·
Tsjechië ·
Tsjecho-Slowakije ·
Tunesië ·
Turkije ·
Uruguay ·
Verenigde Arabische Emiraten ·
Verenigde Staten ·
Wales ·
Wit-Rusland ·
Zuid-Korea ·
Zweden ·
Zwitserland
België (2021) · 
Denemarken (2021) · 
Rusland (2021)
FTF · A-internationals · Selecties · Bondscoaches · Tunesisch vrouwenelftal · Olympisch elftal · Tunesië U21 · Tunesië U20 · Tunesië U19 · Tunesië U18 · Tunesië U17
1950 – 1959 · 
1960 – 1969 · 
1970 – 1979 · 
1980 – 1989 · 
1990 – 1999 · 
2000 – 2009 · 
2010 – 2019 ·
2020 − 2029
WK 1978 · 
WK 1998 · 
WK 2002 · 
WK 2006 · 
WK 2018
OS 1960 · 
OS 1988 · 
OS 1996 · 
OS 2004
1957 · 
1958 · 
1959 · 
1960 · 
1961 · 
1962 · 
1963 · 
1964 · 
1965 · 
1966 · 
1967 · 
1968 · 
1969 · 
1970 · 
1971 · 
1972 · 
1973 · 
1974 · 
1975 · 
1976 · 
1977 · 
1978 · 
1979 · 
1980 · 
1981 · 
1982 · 
1983 · 
1984 · 
1985 · 
1986 · 
1987 · 
1988 · 
1989 · 
1990 · 
1991 · 
1992 · 
1993 · 
1994 · 
1995 · 
1996 · 
1997 · 
1998 · 
1999 · 
2000 · 
2001 · 
2002 · 
2003 · 
2004 · 
2005 · 
2006 · 
2007 · 
2008 · 
2009 · 
2010 · 
2011 · 
2012 · 
2013 · 
2014 · 
2015 · 
2016 ·
2017 ·
2018 ·
2019 ·
2020 ·
2021 ·
2022 ·
2023 ·
2024
Algerije ·
Angola ·
Argentinië ·
Australië ·
Bahrein ·
België ·
Benin ·
Bosnië en Herzegovina ·
Botswana ·
Brazilië ·
Bulgarije ·
Burkina Faso ·
Burundi ·
Canada ·
Centraal-Afrikaanse Republiek ·
Chili ·
China ·
Colombia ·
Comoren ·
Congo-Brazzaville ·
Congo-Kinshasa ·
Costa Rica ·
Denemarken ·
Djibouti ·
Duitse Democratische Republiek ·
Duitsland ·
Egypte ·
Engeland ·
Equatoriaal-Guinea ·
Ethiopië ·
Finland ·
Frankrijk ·
Gabon ·
Gambia ·
Georgië ·
Ghana ·
Guinee ·
Ierland ·
IJsland ·
Irak ·
Iran ·
Italië ·
Ivoorkust ·
Japan ·
Joegoslavië ·
Jordanië ·
Kaapverdië ·
Kameroen ·
Kenia ·
Koeweit ·
Kroatië ·
Letland ·
Libanon ·
Liberia ·
Libië ·
Madagaskar ·
Malawi ·
Mali ·
Malta ·
Marokko ·
Mauritanië ·
Mauritius ·
Mexico ·
Mozambique ·
Namibië ·
Nederland ·
Nieuw-Zeeland ·
Niger ·
Nigeria ·
Noorwegen ·
Oeganda ·
Oekraïne ·
Oman ·
Oostenrijk ·
Panama ·
Peru ·
Polen ·
Portugal ·
Qatar ·
Roemenië ·
Rusland ·
Rwanda ·
Saoedi-Arabië ·
Sao Tomé en Principe ·
Senegal ·
Servië en Montenegro ·
Seychellen ·
Sierra Leone ·
Slovenië ·
Soedan ·
Somalië ·
Sovjet-Unie ·
Spanje ·
Swaziland ·
Syrië ·
Tanzania ·
Togo ·
Tsjaad ·
Turkije ·
Uruguay ·
Verenigde Arabische Emiraten ·
Verenigde Staten ·
Wales ·
Wit-Rusland ·
Zambia ·
Zimbabwe ·
Zuid-Afrika ·
Zuid-Jemen ·
Zuid-Korea ·
Zweden ·
Zwitserland
België (2018) ·
Engeland (2018) ·
Oekraïne (2006) ·
Panama (2018) ·
Saoedi-Arabië (2006) · 
Spanje (2006)